# Fiat A.25
Il Fiat A.25 era un motore aeronautico 12 cilindri a V di 60° raffreddato a liquido, prodotto dall'azienda italiana Fiat Aviazione per usi sperimentali nel 1927.

## Velivoli utilizzatori
Italia
- Fiat B.R.2
- Fiat B.R.3
- Fiat B.R.4